# Encyclopédie des sciences ecclésiastiques
Die Encyclopédie des sciences ecclésiastiques (dt.: Enzyklopädie der geistlichen Wissenschaften) ist ein im letzten Jahrzehnt des 19. Jahrhunderts begonnenes großangelegtes verlegerisches Vorhaben des Pariser Verlags Letouzey et Ané, das gesamte Gebiet der Theologie durch umfassende Nachschlagewerke zu erschließen. Zu Beginn des 21. Jahrhunderts lagen 71 Bände, alle in französischer Sprache, vor.

## Überblick
Die einzelnen Teilprojekte sind (Stand in den 2020er Jahren):
- Dictionnaire de la Bible (dt.: Wörterbuch der Bibel), 5 Doppelbände, 1895–1912[1], begründet von Fulcran Grégoire Vigouroux, seit 1928 Supplément, begründet von Louis Pirot, bisher 13 Bände (Stichwort »Targum«), noch nicht abgeschlossen.
- Dictionnaire de théologie catholique (dt.: Wörterbuch der katholischen Theologie), 15 Doppelbände, 1903–1950, 3 Registerbände, 1951–1972; begründet von Jean-Michel-Alfred Vacant, auf den Weg gebracht von Eugène Mangenot,
- Dictionnaire d’archéologie chrétienne et de liturgie (dt.: Wörterbuch der christlichen Archäologie und Liturgie), 15 Doppelbände, 1907–1951; begründet von Fernand Cabrol und Henri Leclercq,
- Dictionnaire d’histoire et de géographie ecclésiastiques (dt. Wörterbuch der geistlichen Geschichte und der geistlichen Geografie), seit 1912; begründet von Alfred Baudrillart, Albert Vogt und Urbain Rouziès, bisher 29 Bände (Stichwort »Lambardi (Giacomo)«), noch nicht abgeschlossen,
- Dictionnaire de droit canonique (dt.: Wörterbuch des kanonischen Rechts), 7 Bände, 1935–1965; begründet von Raoul Naz.